# 외관
물체의 시각적 외관은 빛을 반사하고 전달하는 방식에 따라 결정된다. 물체의 색은 흡수되지 않고 반사되거나 투과되는 (입사 백색) 빛의 스펙트럼 부분에 의해 결정된다. 추가 모양의 속성은 광택, 광택 대 흐릿함, 무광택, 투명함, 탁함, 뚜렷함 등과 같은 속성으로 설명되는 반사광(BRDF) 또는 투과광(BTDF)의 방향 분포를 기반으로 한다. 시각적 외관은 일반적인 개념이므로 색상, 시각적 질감, 모양, 크기에 대한 시각적 인식 등과 같은 다양한 기타 시각적 현상도 포함된다. 인간이 빛의 다양한 공간 분포(규칙적으로 또는 확산적으로 흡수, 투과 및 반사)를 보는 방식과 관련된 특정 측면이 포함된다. 이로 인해 세시아(cesia)라는 이름이 붙었다. 이는 색상과의 차이(또한 관계)를 표시하며, 이는 서로 다른 스펙트럼 구성이나 빛의 분포에서 발생하는 감각으로 정의될 수 있다.

## 같이 보기
- 셰이딩